# Frank McClean
Frank McClean, född den 13 november 1837 i Belfast, död den 8 november 1904, var en brittisk astronom. 
McClean, som var medlem av Solar physics committee i London, utförde värdefulla arbeten över absorptionslinjerna i solens och fixstjärnornas spektra och påvisade bland annat tillvaron av syre i vissa stjärnors atmosfärer.